# Thank You Baby! (For Makin' Someday Come So Soon)
Thank You Baby! (For Makin' Someday Come So Soon) è un singolo della cantante canadese Shania Twain, pubblicato nel 2003 ed estratto dall'album Up!.

## Tracce
- CD (UK Parte 1)

1. Thank You Baby! (Red) - 4:04
2. From This Moment On (Live) - 4:15
3. Thank You Baby! (Green) - 4:03

- CD (UK Parte 2)

1. Thank You Baby! (Red) - 4:04
2. Thank You Baby! (Almighty Mix) - 6:34
3. Any Man of Mine (Live) - 4:09
4. Enhanced: Thank You Baby! music video

## Video
Il videoclip della canzone è stato diretto da Paul Boyd e girato a Vancouver.